# Catfish: The TV Show
Catfish: The TV Show is een Amerikaanse televisieprogramma over leugens en waarheid binnen de wereld van online dating, dat op MTV wordt uitgezonden. De serie is gebaseerd op de film Catfish (2010) en wordt gepresenteerd door Nev Schulman en Max Joseph. De eerste aflevering was te zien op 12 november 2012. Het vierde seizoen startte op 25 februari 2015.

## Plot
Een catfish is iemand die nepprofielen aanmaakt op socialemediawebsites, met de foto's van een ander en/of een verzonnen achtergrond, om zich zo als iemand anders dan zichzelf voor te doen. Deze personen zijn er meestal op uit om onder valse voorwendselen de liefde van een nietsvermoedend persoon te winnen. De term komt uit de documentaire Catfish, waarin Schulman ontdekte dat de vrouw met wie hij een online relatie had, niet eerlijk was geweest.
MTV en de producers van Catfish, Schulman en Joseph, helpen mensen die een emotionele band hebben ontwikkeld met iemand die ze nooit in het echt hebben ontmoet. In elke aflevering wordt onderzocht of de betreffende partij oprecht of een catfish is. Sommige stellen hebben een paar maanden contact, anderen al jaren.
Schulman verklaarde dat hij van veel mensen verzoeken om hulp had gehad bij het uitzoeken of hun internetliefdes liegen of eerlijk zijn over hun identiteit. In elke aflevering helpen de presentatoren iemand anders met een nieuw verhaal, reizen ze af naar diens locatie en doen ze onderzoek om achter de waarheid te komen. Schulman en Joseph nemen contact op met de andere partij om de online geliefden voor het eerst samen te brengen en laten zien wat voor een effect dit heeft.

## Presentatie
De oorspronkelijke presentatie van het programma was tot de eerste zeven seizoenen in handen van Nev Schulman en Max Joseph. Joseph verliet het programma in augustus 2018, halverwege het zevende seizoen. Voor de resterende afleveringen van het zevende seizoen die in 2019 werden uitgezonden werd hij als presentator vervangen door afwisselende presentatoren waaronder zangeres Elle King, basketbalatleet Nick Young, actrice Kimiko Glenn, model Slick Woods en presentatrice Kamie Crawford. Toen het achtste seizoen in januari 2020 startte werd Crawford, die eerder te zien was als een van de afwisselende presentatoren, aangewezen als de vaste nieuwe presentator naast Schulman.

## Productie
Hoewel de serie claimt dat het slachtoffer van een catfish contact opneemt, suggereren anderen dat de scenario's in scène zijn gezet en dat de "catfish" zelf gecontacteerd wordt, waarna de producers informatie verzamelen en later contact opnemen met het slachtoffer.
In februari 2013 publiceerde Hollywood.com een verslag over het productieproces van de serie. Volgens dit verslag neemt de "catfish" bijna altijd zelf contact op met MTV. Iedereen die in een aflevering voorkomt heeft van tevoren een contract getekend om toestemming te geven voor het filmen. Het grootste deel van het onderzoek dat Schulman en Joseph naar de catfish doen lijkt wel echt; Schulman heeft deze persoon niet van tevoren ontmoet. De catfish en zijn of haar slachtoffer spreken meestal niet meer met elkaar, maar hervatten hun relatie voor de serie.